# Nirankari
Nirankari ist eine dem Sikhismus entstammende synkretistische Religionsgemeinschaft indischer Herkunft. Unter der Bezeichnung Sant Nirankari Mission wurde die Bewegung 1929 von Baba Buta Singh Ji im Punjab ins Leben gerufen, welche sich – im Gegensatz zur Orthodoxie des Sikhismus – auch noch gegenwärtig unter der Führung eines lebenden Gurus (des Sad Guru) stehend betrachtet, wohingegen die orthodoxe Ansicht nach dem Ableben des 10. Gurus, Gobind Singh Ji, das Heilige Buch der Sikhs, den Guru Granth Sahib  als ewigen schriftlichen Guru des Sikhismus ansieht.

## Glaubenslehren
Die Nirankaris teilen viele ihrer grundlegenden Glaubenslehren mit dem Sikhismus, mit starker Betonung einer Spiritualität, welche alle Menschen umspannen soll. Fundamentale Glaubenssätze sind u. a.:
- Die Existenz Gottes ist formlos („nirankar“) und allumfassend
- Gott kann von jedem Menschen persönlich erkannt werden
- alle Menschen sind Kinder Gottes
- Der Guru ist der Spender und Vermittler göttlicher Einsichten
- Befolgung der „Fünf Prinzipien“:
  - Körper, Geist und Güter sind von „Nirankar“ (d. h. Gott) gegeben, daher behandle sie ohne Stolz als sein Eigentum.
  - Kein Stolz auf seine jeweilige Kaste oder Religion.
  - Verachte niemand wegen seiner Kleidungs- oder Essensgebräuche.
  - Menschen sind zum Leben in der Welt aufgerufen und sollen nicht als Sadhu oder Fakir der Gesellschaft zu Last fallen.
  - Die Einsichten, die vom Sad Guru erteilt werden, dürfen ohne seine Genehmigung nicht anderen mitgeteilt werden.

Die Nirankaris bezeichnen alle Religionen der Welt als mögliche Wege zu Gott und sehen sie als weitgehend gleichwertige Ausdrucksweise religiöser Überzeugungen an.

## Verbreitung

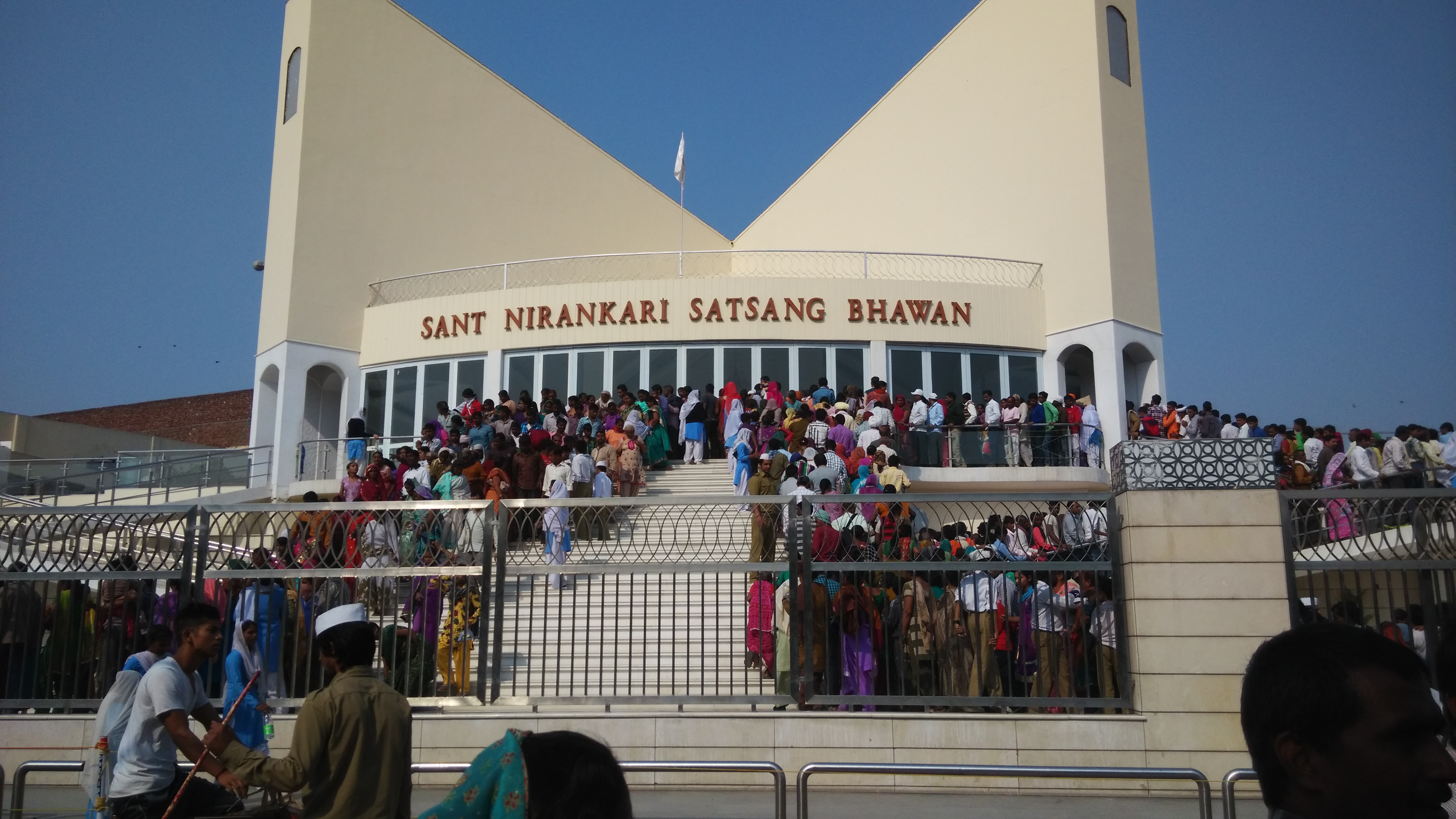
Missionszentrum in Neu-Delhi bei einer Hauptversammlung (samagam) der Glaubensgemeinde (sangat) am 16. November 2014.

So wie die orthodoxen Sikhs finden sich auch die Nirankaris zumeist in Indien (und hier vornehmlich im Punjab), es gibt nach Angaben der Religionsgemeinschaft jedoch weltweit Mitglieder, die in Indien in ca. 1.300 Gemeinden („satsang bhavans“), im Rest der Welt in ca. 200 Gemeinden, insgesamt mehrere Millionen zählen sollen (exakte Mitgliederzahlen derzeit nicht erhältlich). In ungefähr 600 Gemeinden davon werden täglich Gottesdienste abgehalten; in ungefähr 150 Gemeinden sind darüber hinaus kostenlose Krankenhäuser eingerichtet.

## Gottesdienste
Die Gottesdienststätten werden als Satsang Bhawan („Versammlungshalle“) bezeichnet und stehen allen Menschen unabhängig von Hautfarbe, Kaste oder Religion offen. Auf einer Tribüne steht ein weiß gepolsterter Sessel (weiß ist die Symbolfarbe der Nirankaris), der von einem Mitglied der Gläubigen als Repräsentant des Sad Guru eingenommen wird. Dieser erteilt den Gläubigen in Vertretung des Gurus den Segen und hält eine Predigt. Da nach Ansicht der Nirankaris der Sad Guru allgegenwärtig ist, wird seinem Repräsentanten dieselbe Ehrerbietung erwiesen (Verbeugung bzw. Niederwerfung), wie dem Sad Guru selbst.